# Alessandro Bega
Alessandro Bega (* 11. Januar 1991 in Cernusco sul Naviglio) ist ein ehemaliger italienischer Tennisspieler.

## Karriere
Alessandro Bega spielte hauptsächlich Turniere auf der Future sowie Challenger Tour. Er konnte 17 Einzel- und zehn Doppeltitel auf der Future Tour gewinnen. Auf der Challenger Tour erreichte er dreimal das Viertelfinale, im Doppel schaffte er in Kyoto den Einzug ins Halbfinale, was ihm noch zweimal gelang.
Sein Debüt auf der ATP World Tour gab Bega 2017 in Washington. Er schaffte gleich bei seinem ersten Versuch die Qualifikation für das Hauptfeld im Einzel bei einem ATP-World-Tour-500-Turnier. In der ersten Runde unterlag er dem Tunesier Malek Jaziri in zwei Sätzen. Bega wurde von der ehemaligen italienischen Tennisspielerin Laura Golarsa trainiert. Seine beste Platzierung in der Weltrangliste ist der 259. Rang, erreicht im Juli 2016.
Im Dezember 2021 beendete er seine Karriere.